# Shaffaq Mohammed

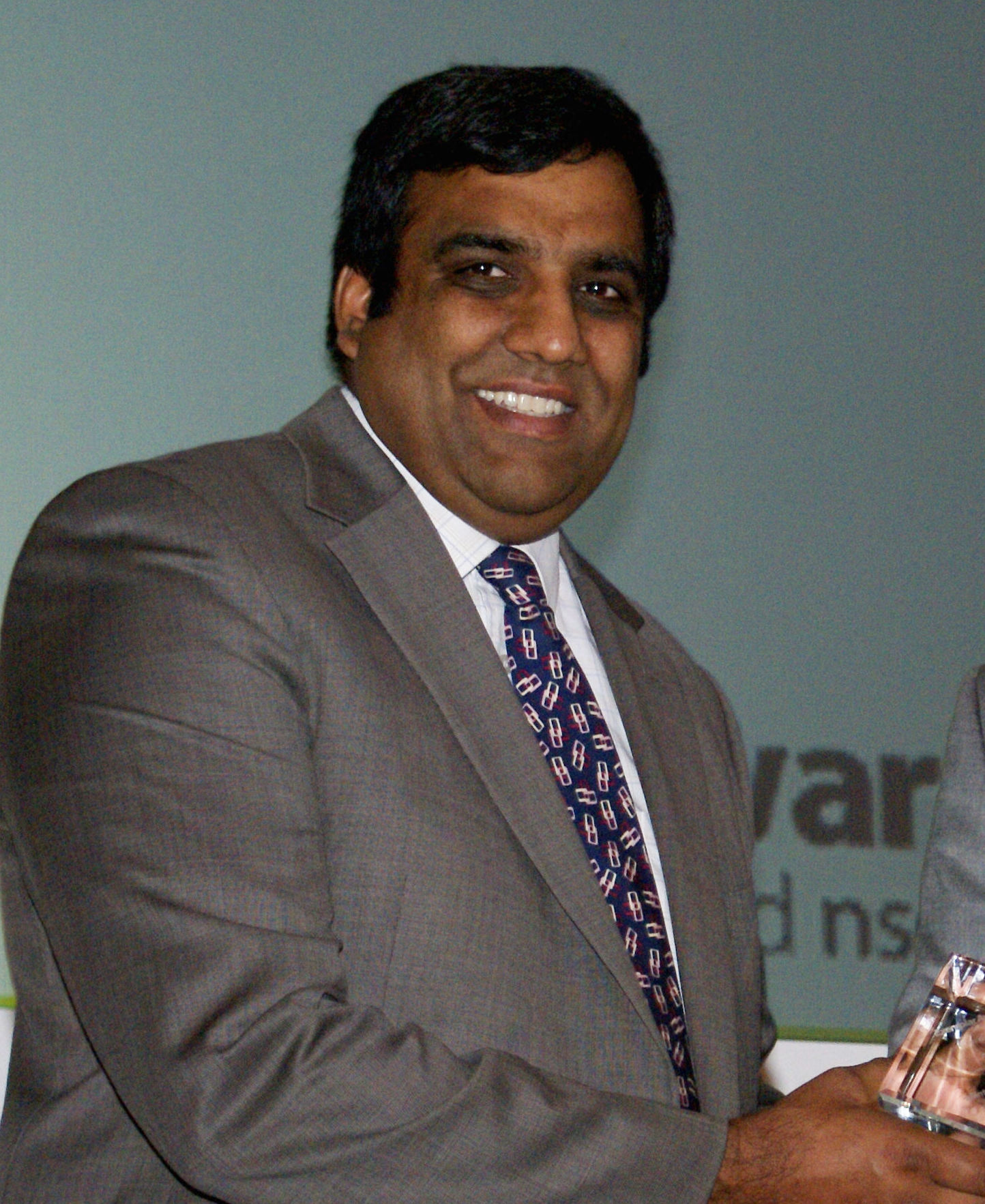
Shaffaq Mohammed

Shaffaq Mohammed (* 21. Juli 1972 in Kashmir) ist ein britischer Politiker und Mitglied der Liberaldemokraten. Er war ab der Europawahl 2019 bis zum 31. Januar 2020 Mitglied des Europäischen Parlaments.

## Politische Laufbahn
Mohammed wurde 2004 als Mitglied der Liberaldemokraten in den Stadtrat von Sheffield gewählt. Seit 2016 ist er Vorsitzender der Stadtratsfraktion der Liberaldemokraten. 2015 wurde er für sein politisches Engagement als Member of the Order of the British Empire ausgezeichnet.

## Funktionen als MdEP
- Mitglied im Ausschuss für Kultur und Bildung
- Stellvertretendes Mitglied im Entwicklungsausschuss
- Stellvertretendes Mitglied im Ausschuss für die Rechte der Frau und die Gleichstellung der Geschlechter
- Stellvertretendes Mitglied im Unterausschuss Menschenrechte